# Saah
Saah è un arrondissement del Benin situato nella città di Kandi (dipartimento di Alibori) con 6 378 abitanti (dato 2006).